# 學校萬花筒
《學校萬花筒》（英語：School Daze）是一部1988年美國歌舞喜劇片，由史派克·李執導、編劇和監製，勞倫斯·費許朋（掛名為賴瑞·費許朋）、吉安卡洛·伊坡托、蒂莎·坎貝爾、凱梅、喬·山那卡、亞特·伊凡斯、艾倫·荷莉和奧西·戴維斯主演。
該片部分改編自史派克·李在亞特蘭大大學中心莫爾豪斯學院學生時期的經歷，講述了兄弟會與姊妹會的本科生在返校節週末在一所歷史悠久的黑人大學與一些同學發生衝突，還涉及到膚色歧視、精英主義、階級主義、政治激進主義、欺凌、群體思維、女性自尊、社會流動性和非裔美國人社區內的髮質歧視等問題。本片是李執導的第二部長片，1988年2月12日在美國由哥倫比亞影業發行。

## 演員
- 勞倫斯·費許朋飾演范恩·「達普」·鄧拉普
- 吉安卡洛·伊坡托飾演朱利安·「全能大哥狄恩」·伊夫斯
- 蒂莎·坎貝爾飾演珍·杜桑
- 凱梅飾演瑞秋·梅多斯
- 喬·山那卡飾演哈羅德·麥克弗森總統
- 亞特·伊凡斯飾演悉達·克勞德
- 艾倫·荷莉飾演歐德莉·麥克弗森
- 奧西·戴維斯飾演奧多姆教練
- 比爾·努恩飾演格雷迪
- 布藍佛·馬沙利斯飾演喬丹
- 卡丹·哈迪森飾演艾德吉
- 喬伊·李飾演莉琪·賴夫
- 史派克·李飾演達雷爾·「半杯」·鄧拉普
- 潔絲敏·蓋飾演迪娜
- 山繆·傑克森飾演利茲
- 卡茜·萊蒙斯飾演派瑞

## 外部連結
- 互联网电影数据库（IMDb）上《學校萬花筒》的资料（英文）
- AllMovie上《學校萬花筒》的资料（英文）
- 爛番茄上《學校萬花筒》的資料（英文）